# Episodi di Prison Break (quarta stagione)
La quarta stagione della serie televisiva Prison Break, composta da ventitre episodi, è andata in onda negli Stati Uniti dal 1º settembre 2008 al 15 maggio 2009 su Fox.
In Italia è stata trasmessa dal 4 giugno 2009 al 15 settembre 2009 su Italia 1.
Gli antagonisti principali della stagione sono: Gretchen Morgan, Christina Scofield, l’agente Donald Self, T-bag, Wyatt Mathewson e il Generale Krantz.
| nº              | Titolo originale       | Titolo italiano           | Prima TV USA      | Prima TV Italia   |
| --------------- | ---------------------- | ------------------------- | ----------------- | ----------------- |
| 1               | Scylla                 | Sara è viva               | 1º settembre 2008 | 4 giugno 2009     |
| 2               | Breaking and Entering  | L'irruzione               | 1º settembre 2008 | 11 giugno 2009    |
| 3               | Shut Down              | Operazione sospesa        | 8 settembre 2008  | 18 giugno 2009    |
| 4               | Eagles and Angels      | Aquile e angeli           | 15 settembre 2008 | 25 giugno 2009    |
| 5               | Safe and Sound         | Fuori pericolo            | 22 settembre 2008 | 2 luglio 2009     |
| 6               | Blow Out               | Il quarto uomo            | 29 settembre 2008 | 9 luglio 2009     |
| 7               | Five the Hard Way      | La quinta scheda          | 6 ottobre 2008    | 16 luglio 2009    |
| 8               | The Price              | Il prezzo                 | 20 ottobre 2008   | 23 luglio 2009    |
| 9               | Greatness Achieved     | Vincitori e vinti         | 3 novembre 2008   | 30 luglio 2009    |
| 10              | The Legend             | La diagnosi               | 10 novembre 2008  | 30 luglio 2009    |
| 11              | Quiet Riot             | Prova finale              | 17 novembre 2008  | 6 agosto 2009     |
| 12              | Selfless               | Altruismo                 | 24 novembre 2008  | 6 agosto 2009     |
| 13              | Deal Or No Deal        | L'accordo                 | 1º dicembre 2008  | 13 agosto 2009    |
| 14              | Just Business          | Solo affari               | 8 dicembre 2008   | 13 agosto 2009    |
| 15              | Going Under            | Tuffo nel passato         | 15 dicembre 2008  | 20 agosto 2009    |
| 16              | The Sunshine State     | Equilibri spezzati        | 22 dicembre 2008  | 20 agosto 2009    |
| 17              | The Mother Lode        | Una madre ingombrante     | 17 aprile 2009    | 27 agosto 2009    |
| 18              | VS                     | Futuro in vendita         | 24 aprile 2009    | 27 agosto 2009    |
| 19              | S.O.B.                 | Il congresso              | 1º maggio 2009    | 1º settembre 2009 |
| 20              | Cowboys and Indians    | La legge del più forte    | 8 maggio 2009     | 1º settembre 2009 |
| 21              | Rate of Exchange       | Sul filo del rasoio       | 15 maggio 2009    | 8 settembre 2009  |
| 22              | Killing Your Number    | La scelta finale          | 15 maggio 2009    | 15 settembre 2009 |
| The Final Break |                        |                           |                   |                   |
| 23              | The Old Ball and Chain | La vecchia palla al piede | 24 maggio 2009    | 15 settembre 2009 |
| 24              | Free                   | Libero                    | 24 maggio 2009    | 15 settembre 2009 |

Note:
Date le lamentele dei fan riguardo alla morte di Sara agli inizi della terza stagione, i produttori hanno deciso di farla tornare in scena, e l'attrice Sarah Wayne Callies ha accettato un nuovo contratto. Sara e Michael si reincontrano fin dal primo episodio, Sara è viva, il quale spiega cosa le è veramente accaduto. A permettere il suo ritorno sono diversi fattori:
- la sua morte non è mai stata mostrata;
- la "testa" che viene fatta trovare a Lincoln in una scatola è stata mostrata solo tramite un brevissimo flash (pochi fotogrammi), e si fa capire che lui stesso non abbia avuto il coraggio di guardarla per più di una frazione di secondo, per cui non si è accertato che fosse davvero la testa di Sara;
- nella terza stagione L.J. dice al padre che al momento della decapitazione, per quanto abbia sentito quello che stava succedendo, non ha visto niente perché ha chiuso gli occhi;
- nel 13º e ultimo episodio della terza stagione Mahone dice a Whistler di ritenere Gretchen "l'anello debole" della Compagnia per quello "che ha fatto a Sara", cosa che fa intuire che non l'abbia decapitata.

## Cast

### Personaggi Principali
- Dominic Purcell come Lincoln Burrows
- Wentworth Miller come Michael Scofield
- Michael Rapaport come agente Speciale della DHS Don Self
- Amaury Nolasco come Fernando Sucre
- Wade Williams come Brad Bellick
- Robert Knepper come Theodore "T-Bag" Bagwell
- Chris Vance come James Whistler
- Danay García come Sofia Lugo
- Jodi Lyn O'Keefe come Gretchen Morgan
- Sarah Wayne Callies come Sara Tancredi
- William Fichtner come Alexander Mahone

## Sara è viva
- Titolo originale: Scylla
- Diretto da: Kevin Hooks
- Scritto da: Matt Olmstead

### Trama
Tre settimane dopo la fuga  da Sona, Michael va in cerca di Whistler e Gretchen/Susan per vendicarsi della morte di Sara. Whistler, per conto della Compagnia, deve recuperare una scheda, con l'aiuto di Gretchen e Mahone, che si finge un autista. Fingendo di volerla acquistare per 50 milioni $, Whistler riesce a recuperarla ed uccide coloro che l'avevano sottratta alla Compagnia. Michael, dopo aver elaborato un piano e lasciato le sue memorie, trova Whistler nell'intento di fare una copia della scheda all'insaputa di Gretchen. Quando la donna compare, Michael cerca di ucciderla, ma si ferma quando scopre che Sara è ancora viva.
Alcuni giorni prima, il carcere di Sona ha preso fuoco e tra i detenuti che sono riusciti a fuggire vi sono T-Bag, Bellick e Sucre. Sucre e Bellick riescono a passare il confine e viaggiano insieme fino a casa, ma quando Fernando si reca all'ospedale per vedere sua figlia appena nata viene catturato dalla polizia assieme all'ex guardia carceraria.
T-Bag, tramite un contatto panamense, assolda degli uomini per attraversare il confine ed andare in cerca di Michael per vendicarsi di lui, ma viene tradito e lasciato nel deserto assieme all'uomo che gli aveva organizzato il viaggio. Pur ferito, il suo pensiero è quello di non farsi scappare il libretto sugli uccelli di Whistler che, ne è certo, o lo condurrà da Michael o condurrà Michael a lui.
Il generale della Compagnia scopre che la scheda non è quella originale e, incolpando Gretchen, ordina che venga uccisa. Sarà un nuovo killer ad eseguire l'ordine: Wyatt Mathewson, che dovrà ritrovare la scheda originale e spazzare via tutti coloro che hanno avuto a che fare con Whistler. Mahone convince Michael a parlare con Whistler per sapere dov'è Sara. Whistler gli rivela che questa ha acquistato un biglietto per Chicago e che, in realtà, egli lavora per l'FBI per smantellare la Compagnia e per farlo deve accedere alla scheda, chiamata Scylla, che contiene il libro nero della Compagnia. Michael deve aiutarlo a trovare il luogo dove viene tenuto il computer in grado di decriptarlo e nel libretto sugli uccelli vi erano importanti informazioni che lo avrebbero aiutato a trovare tale luogo, ma in quel mentre Whistler viene colpito a morte da Wyatt. Mahone e Michael sono costretti alla fuga e Scylla torna nelle mani del generale. Lincoln, che si trova a Panama con Sofia e L.J., viene arrestato per aver ucciso un membro della Compagnia che, a sua volta, lo stava inseguendo per ucciderlo.
Wyatt si reca in Colorado a casa della moglie di Mahone e, per farlo uscire allo scoperto, uccide Cameron, il suo bambino. Quando l'ex agente dell'FBI ritorna dalla sua famiglia viene fermato dai poliziotti che gli impediscono di entrare e viene arrestato in quanto ricercato. Anche Michael viene arrestato, l'agente della Sicurezza Nazionale Donald Self, tuttavia, gli propone un'alternativa a 15 anni in prigione: lavorare per lui per smantellare la Compagnia. Per questo occorrerà recuperare e decriptare Scylla, progetto a cui stava lavorando da anni anche suo padre, Aldo Burrows. Lincoln potrà aiutarlo perché l'FBI ha stretto un accordo con le autorità panamensi per fargli scontare la pena negli Stati Uniti.
Bruce Bennett, l'amico di famiglia di Sara, che già aveva aiutato Michael in passato, paga la cauzione per i fratelli e li porta da Sara, che si era rifugiata da lui. Sara e Michael sono felicemente riuniti e la donna mostra al compagno gli abusi subiti a causa della Compagnia. All'inizio Micheal e Lincoln non accettano la proposta di Don Self, ma quando Wyatt prova nuovamente ad ucciderli, i due fratelli si ricredono perché in ballo c'è anche la loro vita. Viene così formata una squadra formata da Michael, Lincoln, Sara, Mahone, Bellick e Sucre. A tutti vengono date nuove identità, rammentandoli di non provare a scappare, e Michael, conscio che non tutto si può nascondere, si sottopone al trattamento laser per rimuovere il suo peculiare tatuaggio.
- Altri interpreti: Cress Williams (Wyatt Mathewson), Leon Russom (Generale Jonathan Krantz) Wilbur Fitzgerald (Bruce Bennett), Callie Thorne (Pam Mahone), Nathan Castaneda (Sancho), Rachel Loera (Theresa Delgado) e Zachary Friedman (Cameron Mahone).
- Curiosità:
  - Questo episodio è l'unico, oltre al secondo della stessa stagione, a non avere la classica sigla di apertura ma una semplice scritta in bianco su sfondo nero del titolo della serie.
- Collegamenti esterni:
  - (EN) Trama ufficiale su Fox.com, su fox.com. URL consultato l'8 ottobre 2008 (archiviato dall'url originale l'11 ottobre 2008).
  - (EN) Sara è viva, su IMDb, IMDb.com.

## L'irruzione
- Titolo originale: Breaking and Entering
- Diretto da: Bobby Roth
- Scritto da: Zack Estrin

### Trama
L'agente Donald Self conduce il gruppo nel loro quartier generale, non prima di aver fatto indossare a tutti delle cavigliere GPS. Qui è presente un altro detenuto, con cui ha gli stessi accordi, che prenderà parte all'operazione insieme alla squadra capitanata da Michael: Roland Glenn, un hacker asiatico. T-Bag insieme al suo "compagno" panamense vaga esausto per il deserto. Poco dopo, viene attaccato dall'altro uomo che, affamato, vuole ucciderlo per nutrirsi, ma T-Bag ha la meglio e, riluttante, decide di fare lo stesso. L'operazione di recupero di Scylla passa attraverso il riconoscimento dell'uomo a cui è affidata la scheda, denominato "Custode" e del suo autista, che Mahone ricorda essere sempre in disparte. Mahone, grazie all'aiuto di Donald, che gli fornisce una lista di possibili indiziati, riconosce l'autista del Custode e seguendolo, trova la sua abitazione. Sara avvicina la domestica di quella casa e le inserisce nella borsa un congegno ideato da Roland, che consente di avere traccia di ogni onda elettronica e di registrarne i dati. Michael con una telefonata riesce a far avvicinare la domestica alla stanza in cui è contenuta Scylla, in questo modo il congegno di Roland riesce ad imprimere i dati su di esso. Per recuperare il congegno, Bellick e Mahone fingono di rubare la borsa alla domestica ma, sfortunatamente, la stessa l'ha lasciato in casa considerandolo un oggetto del suo capo. Michael e Mahone, allora, s'introducono nell'abitazione, distraendo con un allarme le guardie e recuperano il congegno. T-Bag incontra due ragazzi su un quad e si fa dare un passaggio fino a San Diego, dove con le indicazioni contenute nel libretto sugli uccelli di Whistler recupera una documentazione comprendente un fascicolo, delle tessere e una chiave, dopodiché si dirige a Los Angeles. Wyatt, dopo aver indagato inutilmente in tutte le carceri federali alla ricerca di Michael e Lincoln, si presenta da Bruce Bennet per avere informazioni sul nascondiglio degli stessi. Inoltre, si scopre che Gretchen è ancora viva, imprigionata e torturata dallo stesso Wyatt perché convinto che sappia ancora qualcosa. Arrivati al quartier generale, Roland scopre che il contenuto di Scylla è solo una parte, e che per essere letto ha bisogno di altre parti, da qui il nome Scylla che indica un mostro mitologico a sei teste, come ricordato dal padre dei fratelli. Mancano quindi da recuperare altre cinque schede in mano ad altrettante persone sconosciute. La puntata si conclude con Michael, che di fronte ad uno specchio, sanguina dal naso.
- Altri interpreti: Cress Williams (Wyatt Mathewson), Leon Russom (Generale Jonathan Krantz), Wilbur Fitzgerald (Bruce Bennett) e James Hiroyuki Liao (Roland Glenn).
- Curiosità:
  - Questo episodio è l'unico, oltre al primo della stessa stagione, a non avere la classica sigla di apertura ma una semplice scritta in bianco su sfondo nero del titolo della serie.
- Collegamenti esterni:
  - (EN) Trama ufficiale su Fox.com, su fox.com. URL consultato l'8 ottobre 2008 (archiviato dall'url originale il 12 ottobre 2008).
  - (EN) L'irruzione, su IMDb, IMDb.com.

## Operazione Sospesa
- Titolo originale: Shut Down
- Diretto da: Milan Cheylov
- Scritto da: Nick Santora

### Trama
Michael, dopo aver scoperto che per trovare Scylla ci vogliono in tutto ben 6 schede, si scaglia contro Don Self in un acceso dialogo, accusandolo di non aver detto tutta la verità sull'operazione. Il tempo stringe e lo stesso agente comunica a Scofield, che dovranno trovare il prossimo Custode entro la giornata, altrimenti torneranno tutti in prigione. Insieme agli altri membri del team, riesce a decriptare una mail ricevuta dal primo Custode, che contiene un messaggio in codice riguardante un appuntamento con un altro Custode di Scylla. Così, per trovare la fonte originale della mail, Michael e Roland si recano in un edificio pubblico dove vi è una server room che monitora ogni file che passa in internet, registrandolo poi tramite l'indirizzo IP. Grazie anche all'aiuto di Sara, che procura loro il pass per entrare nella server room, i due riescono nell'intento, ma quando Sara viene scoperta, per salvarla Michael fa scattare l'allarme antincendio in modo da far evacuare l'edificio e darle la possibilità di fuggire. Lo stesso Scofield, però, commette un errore: rientrando nella server room chiude la porta ad allarme innescato e questa viene chiusa ermeticamente, facendo scattare l'aspirazione dell'ossigeno nella stanza come sistema difensivo per l'integrità dei server in caso di incendio. Poco prima che finisca l'ossigeno Lincoln riesce a salvarli distruggendo lo spesso vetro della stanza con un'accetta presa in prestito dai vigili del fuoco. T-Bag, dopo aver trovato diversi documenti riguardanti Whistler, va nell'appartamento di cui ha rinvenuto la chiave e lì cerca di scoprire di più su un assegno d'indennità intestato a Cole Pfeiffer, probabile altra identità di Whistler, garantitogli da una compagnia chiamata Gate. T-Bag si finge al telefono il suddetto Pfeiffer e riesce a scoprire che nell'azienda Gate tutti quanti lo stanno aspettando, in quanto considerato uno dei migliori venditori del mondo. Il pluriomicida evaso da due carceri, grazie anche al fatto che nessuno ha mai visto il viso di Cole Pfeiffer, capisce che questa è l'occasione buona per fare un po' di soldi e scoprire di più sui piani di Whistler. Mahone scopre la verità riguardo a quanto accaduto alla sua famiglia: il killer Wyatt ha ucciso il figlio Cameron di fronte alla ex moglie Pam. Mahone chiama così la sua ex collega dell'FBI, l'agente Lang, chiedendole di procurargli informazioni su chi abbia fatto fuori suo figlio, per potersi vendicare. Senza volerlo, Lincoln ascolta la conversazione e prende atto della notizia. Wyatt, nel frattempo interroga Bruce Bennett, cercando informazioni utili sulla posizione dei due fratelli, drogandolo con pesanti dosi di allucinogeni. Sucre e Bellick sono appostati davanti alla casa del primo Custode per monitorarne i movimenti. L'ex guardia carceraria propone a Fernando di scappare in Messico ma durante il discorso l'FBI irrompe e li arresta, non prima che Sucre sia riuscito, tramite un sms, ad avvisare Michael. Questi, assieme ai compagni presenti nel loro rifugio, scappano, e Scofield riceve una chiamata dall'agente Don Self che lo informa del fatto che l'intera operazione è andata a monte per voleri superiori. Durante la fuga, Michael riesce a scoprire il messaggio in codice contenuto nella mail, ovvero le coordinate del meeting del Custode. Lincoln e gli altri vengono però catturati e l'unico che riesce a fuggire è lo stesso Michael, che va verso il luogo dell'incontro. Qui riesce a filmare con il cellulare il meeting fra tutti e 6 i Custodi. Mostrandolo a Self, vista la prova così importante, l'uomo si assume la responsabilità di riaprire l'operazione e libera l'intera squadra. Wyatt, dopo essersi fatto dire da Bruce dove risiede Sara Tancredi, lo uccide. Lincoln prova a confortare Mahone dicendogli che lo aiuterà a trovare chi ha ucciso suo figlio, buttando così alle spalle i vecchi problemi che li riguardavano.
- Altri interpreti: Cress Williams (Wyatt Mathewson), Leon Russom (Generale Jonathan Krantz), Wilbur Fitzgerald (Bruce Bennett) e James Hiroyuki Liao (Roland Glenn)
- Collegamenti esterni:
  - (EN) Trama ufficiale su Fox.com, su fox.com. URL consultato l'8 ottobre 2008 (archiviato dall'url originale l'8 ottobre 2008).
  - (EN) Operazione Sospesa, su IMDb, IMDb.com.

## Aquile e Angeli
- Titolo originale: Eagles and Angels
- Diretto da: Michael Switzer
- Scritto da: Karyn Usher

### Trama
Michael e gli altri continuano la ricerca sulle schede di Scylla e, grazie al video dove venivano ripresi tutti e 6 i Custodi, riescono a risalire, tramite una targa, al loro secondo obiettivo: Lisa Tabak. Avvicinarsi a lei però è impossibile, infatti è sempre circondata dalle sue guardie del corpo. Intanto, T-Bag si incammina per l'incontro alla Gate, quando scorge seduti ad un tavolo Michael, Lincoln e Sucre, che stavano sorvegliando la Tabak. I fratelli lo inseguono ma T-Bag riesce a fuggire. Don Self comunica a Sara la morte di Bruce Bennett e questa crolla in un forte stato di depressione, tanto da ricadere in un vecchio vizio, l'alcol. Wyatt è sulle sue tracce per arrivare a Scofield. Michael, Lincoln e Mahone intanto, per avvicinarsi a Lisa e permettere al dispositivo di Roland di copiare i dati della scheda, si travestono da poliziotti e partecipano a una manifestazione di beneficenza della polizia di Los Angeles, chiamata "Aquile e Angeli", dove questa è ospite d'onore. Grazie all'astuzia di Scofield, il gruppo riesce a copiare il contenuto nella scheda ed a dileguarsi, ad eccezione di Lincoln che viene riconosciuto da una guardia della Compagnia, poi eliminata da Lincoln stesso. T-Bag riesce ad impersonificarsi come Cole Pfeiffer ed alla Gate gli riservano un ufficio privato. Questi continua a seguire gli appunti del libro di Whistler per capirne i piani, senza però riuscirne ancora a decifrarne lo scopo. Il Generale della Compagnia e Lisa parlano di un'operazione in Laos. Un individuo di nome Xing viene eliminato non essendo riuscito ad incontrarsi con Pfeiffer per recuperare la chiave di Scylla in suo possesso. Sara, uscita dal bar ed incamminatasi verso la base, viene pedinata da Wyatt.
- Altri interpreti: Cress Williams (Wyatt Mathewson), Leon Russom (Generale Jonathan Krantz) e James Hiroyuki Liao (Roland Glenn)
- Collegamenti esterni:
  - (EN) Trama ufficiale su Fox.com, su fox.com. URL consultato l'8 ottobre 2008 (archiviato dall'url originale il 10 ottobre 2008).
  - (EN) Aquile e Angeli, su IMDb, IMDb.com.

## Fuori pericolo
- Titolo originale: Safe and Sound
- Diretto da: Karen Gaviola
- Scritto da: Seth Hoffman

### Trama
Sara riesce a fuggire da Wyatt che la stava inseguendo, successivamente avverte Michael del pericolo. Mahone incontra Pam a cui chiede di identificare l'uomo che ha ucciso suo figlio, lo stesso Wyatt. Alex così inizia a cercarlo per vendicarsi. Gli altri si muovono per arrivare al terzo Custode, che risiede al Dipartimento del Tesoro, un edificio di massima sicurezza. Per irrompere, e copiare il contenuto della scheda, Don Self riesce a convincere un collega ad andare a pranzo con lui, in modo da liberare l'ufficio accanto a quello dove Scylla viene rinchiusa in una cassaforte a muro di ultima generazione. Don fa entrare Michael, Lincoln, Bellick e Sucre dai sotterranei e questi riescono, tramite un gioco di ascensori e condotti, ad arrivare al piano interessato. Grazie all'aiuto di Sucre e Bellick, che si fingono inservienti dell'edificio, bloccando la porta dell'ufficio incrimanto, Michael e Lincoln riescono a trapanare il retro della cassaforte dal muro opposto ed a copiare la scheda. T-Bag riesce casualmente a trovare dei messaggi nascosti, ma ancora non decodificati, nel libretto di Whistler, ma attira su di sé i sospetti di Trishanne, una segretaria della Gate. La donna, convinta di poterlo ricattare, mente a Sucre e Bellick che cercavano l'uomo nei palazzi circostanti al luogo dell'ultimo incontro al fine di recuperare il libretto. Durante la copia delle schede, Lincoln vede Michael sanguinare dal naso, ricordandogli che quello era un vecchio problema che aveva anche a 13 anni e di chiedere aiuto a Sara. Michael lo prega di mantenere il segreto con la donna. Questa intanto, fa delle ricerche sul Laos, vista la partenza del secondo Custode, Lisa, proprio verso questo paese, che sta affrontando una grandissima crisi economica. Don Self chiede aiuto ad un suo collega per rendere più visibile i volti da un fotogramma del video di Michael dei 6 Custodi. Gretchen, ancora sotto tortura, grazie all'aiuto di un chiodo uccide la guardia che la teneva prigioniera e scappa. Alex cerca Wyatt ma, anche se per poco, non riesce a trovarlo. T-Bag riceve una visita dall'uomo che aveva ucciso Xing, il contatto di Cole Pfeiffer per la compravendita di Scylla, che gli dà un ultimatum sulla ricezione di quanto richiesto, pena la morte. T-Bag deve ora capire quali fossero le intenzioni di Whistler. I resoconti degli esami di Don Self sul fotogramma arrivano riconoscendo ben 5 delle 6 persone. L'ultima, un fantasma di cui non si hanno notizie, viene identificata da Sara come il Generale: il capo della Compagnia. Il Generale, a colloquio con Wyatt in merito alla fuga di Gretchen, viene informato che è stato richiesto un riconoscimento facciale da un agente chiamato Don Self.
- Altri interpreti: Cress Williams (Wyatt Mathewson), Leon Russom (Generale Jonathan Krantz) e James Hiroyuki Liao (Roland Glenn)
- Collegamenti esterni:
  - (EN) Trama ufficiale su Fox.com, su fox.com. URL consultato l'8 ottobre 2008 (archiviato dall'url originale il 6 ottobre 2008).
  - (EN) Fuori pericolo, su IMDb, IMDb.com.

## Il Quarto Uomo
- Titolo originale: Blow Out
- Diretto da: Bryan Spicer
- Scritto da: Kalinda Vazquez

### Trama
Per recuperare la copia della scheda dal quarto Custode, il gruppo si sposta all'ippodromo, dove proprio il Custode ha fatto una puntata su una corsa. Grazie a uno stratagemma, riescono a far entrare il Custode nell'ufficio del direttore, dove hanno precedentemente inserito il dispositivo per la copia dati. La scheda è copiata ma dopo che Mahone riesce a recuperarla, viene preso dai poliziotti per essere in una zona riservata e, nel tentativo di scappare, prende a pugni un poliziotto venendo così arrestato. Don Self prova a farlo liberare ma riesce solamente ad ottenere i suoi effetti personali, tra cui il dispositivo copia dati. Alex, anche per decisione del gruppo, viene lasciato nella cella di detenzione della polizia, in attesa di essere processato. Non essendo riuscito a violare il computer di Don Self, Wyatt incontra l'agente Self e gli intima di farsi gli affari suoi e di non indagare sul Generale Krantz. Gretchen torna malconcia dalla sorella, all'oscuro del suo vero lavoro e, dopo essersi rimessa in forze ed aver recuperato armi e denaro, saluta la piccola Emily, sua figlia data in adozione alla sorella. Successivamente viene chiamata in obitorio ad identificare il corpo del marito. L'uomo non è altro che Whistler di cui recupera gli effetti personali, tra cui un telefonino ed un mazzo di chiavi. T-Bag continua a scoprire altre mappe nel libro degli uccelli e capisce che la stanza protagonista delle stesse è il ripostiglio del suo ufficio. Proprio qui però, il vice-direttore scopre delle truffe fatte a suo nome, ovvero del suo finto alter ego Cole Pfeiffer, e pretende delle spiegazioni. L'uomo non ci pensa due volte e fugge a gambe levate. Michael e gli altri, nel mentre, individuano il quinto Custode. Mahone gli telefona chiedendogli di trovare Wyatt e di ucciderlo per lui. Michael decide di aiutare Mahone a tutti i costi, considerandolo un membro importante per la squadra. Aspetta così la sua udienza in tribunale e, poco prima che Wyatt esegua il suo compito, riesce a sovraccaricare l'impianto elettrico, facendo spegnere le luci, dando modo a Mahone di fuggire ed a Sara di recuperare la scheda con le sue impronte digitali. Dopo averli rincorsi all'esterno, Wyatt non può far altro che mimare un colpo di pistola all'indirizzo dell'ex agente dell'FBI. Mahone, dopo aver ringraziato gli altri, telefona a Wyatt, con il numero recuperato dall'hotel in cui aveva soggiornato il killer e gli dice che quando lo troverà, lo ucciderà. Mahone butta il foglio in un cestino, che però viene recuperato dall'ambiguo Roland. T-Bag raccoglie le sue cose dall'appartamento di Cole Pfeiffer, ma un attimo prima di scappare, Gretchen lo stende calpestandogli la faccia con i suoi tacchi e minacciandolo con una pistola.
- Altri interpreti: Cress Williams (Wyatt Mathewson), Leon Russom (Generale Jonathan Krantz) e James Hiroyuki Liao (Roland Glenn)
- Collegamenti esterni:
  - (EN) Trama ufficiale su Fox.com, su fox.com. URL consultato l'8 ottobre 2008 (archiviato dall'url originale il 9 ottobre 2008).
  - (EN) Il Quarto Uomo, su IMDb, IMDb.com.

## La quinta scheda
- Titolo originale: Five the Hard Way
- Diretto da: Garry A. Brown
- Scritto da: Christian W. Trokey

### Trama
Il quinto Custode si dirige a Las Vegas. Lincoln, Sucre, Sara e Roland lo seguono, mentre Bellick, Mahone e Michael si devono occupare di T-Bag, che si è fatto avanti comandato da Gretchen, che per il momento si mantiene in disparte. T-Bag riesce a catturare Bellick e Michael, oltre a Trishanne, la segretaria della Gate, ma non Mahone, che riesce a fuggire. Don Self, intanto, indaga sul Generale Krantz e cerca di stare alla larga da Wyatt, incaricato di eliminarlo, traslocando da casa. Con un atto di coraggio, come suggeritogli da Mahone, l'agente si presenta dallo stesso Generale minacciandolo di far esplodere uno scandalo mediatico se per caso dovesse succedergli qualcosa. Il Generale, meravigliato dal suo carattere, gli offre un posto di lavoro alla Compagnia, che Don rifiuta. A Las Vegas, la quinta scheda viene copiata grazie a Sucre che riesce ad avvicinarsi al Custode, ferito in guerra alla zona inguinale ed ora impotente, che gli chiede di soddisfare sua moglie. Roland, che non ha perso il vizio del gioco, viene beccato nel casinò e gli viene confiscato il dispositivo copia dati. Lincoln rivela a Sara dei problemi di Michael riguardanti un'epistassi che può portare all'aneurisma, che causò la morte della loro madre all'età di 31 anni. Michael decifra le mappe contenute nel libro di Whistler, che scopre essere una piantina della Gate con il percorso necessario per raggiungere il luogo per la decodificazione di Scylla. Dopo che Gretchen si libera del fastidioso superiore di Cole Pfeiffer, T-Bag porta Michael al palazzo ed insieme scoprono una stanza sotterranea segreta. Qui, però, T-Bag viene bloccato da Mahone, avvertito da Michael, che lo rinchiude in una stanza senza possibilità di fuga. Michael afferma che il luogo dell'irruzione è alla Gate e che il locale incriminato è proprio vicino all'ufficio del Generale. Gretchen ha le parti mancanti della piantina e telefonando a Michael, scioccato, gli comunica che se vuole che lo aiuti deve liberare T-Bag e collaborare.
- Altri interpreti: Cress Williams (Wyatt Mathewson), Leon Russom (Generale Jonathan Krantz), James Hiroyuki Liao (Roland Glenn), Shannon Lucio (Trishanne), Jude Ciccolella (Howard Scuderi) e Dameon Clarke (Andrew Blauner)
- Collegamenti esterni:
  - (EN) Trama ufficiale su Fox.com, su fox.com. URL consultato l'8 ottobre 2008 (archiviato dall'url originale l'8 ottobre 2008).
  - (EN) La quinta scheda, su IMDb, IMDb.com.

## Il prezzo
- Titolo originale: The Price
- Diretto da: Bobby Roth
- Scritto da: Graham Roland

### Trama
Per completare Scylla manca solo l'ultima scheda, quella del Generale Krantz. Dopo che il dispositivo di Roland è andato perduto, Lincoln pensa a un piano decisamente burrascoso, ovvero un agguato al Generale simulando un incidente d'auto contro la sua macchina, in modo da potergli rubare e copiare la scheda. Roland è oramai fuori dal gruppo e, per paura di tornare in prigione, chiama il killer Wyatt per dirgli dove si trovano Scofield e Burrows. Inoltre, spiffera il piano di Lincoln, così che il killer possa avvisare il Generale in tempo per salvarsi. Sara discute preoccupata con Michael riguardo al suo problema. Wyatt, arrivato sul posto proprio un paio di secondi prima dell'inizio del piano di Lincoln, spara diversi colpi e colpisce Sucre allo stomaco che, solo grazie a un intervento chirurgico lampo di Sara, riesce a salvarsi. La stessa Sara intanto deve affrontare il fatto che Gretchen, insieme a T-Bag, oramai fa parte della squadra. Gretchen invita Sara ad incontrarsi per seppellire l'ascia di guerra dando la possibilità alla donna di ferirla fisicamente esattamente come lei fece durante la prigionia. Sara inizia a ferirla sulla gola, spiegandole di essere riuscita a fuggire grazie a Michelle, una guardia che le passò la chiave e che venne uccisa per quel tradimento, promettendole vendetta. Dopo aver ricevuto un'ulteriore visita dall'uomo asiatico, con il quale Gretchen si accorda per vendergli Scylla a 125 milioni di dollari, T-Bag si allea con Trishanne per accaparrarsi l'incredibile somma di denaro. Dopo che il piano di Lincoln è saltato, tutti capiscono che a venderli è stato Roland, così Michael, capendo che sarebbe scappato, gli chiede di fare delle ricerche con il computer portatile, dove lo stesso Scofield ha impiantato una cimice. Così quando l'hacker si incontra con Wyatt per rivelare dove si nascondano i due fratelli, il gruppo è lì ad attenderlo, ma prima di intervenire assistono impotenti alla brutale esecuzione di Roland per mano del killer. Alex si avventa violentemente su Wyatt, ma viene bloccato da Lincoln. Il Generale, avendo capito della pericolosità dell'agguato sventato, decide di far spostare Scylla immediatamente in un luogo più sicuro. Roland muore tra le braccia di Michael che, anche dopo averlo tradito, non lo abbandona.
- Altri interpreti: Cress Williams (Wyatt Mathewson), Leon Russom (Generale Jonathan Krantz), James Hiroyuki Liao (Roland Glenn) e Shannon Lucio (Trishanne)
- Collegamenti esterni:
  - (EN) Trama ufficiale su Fox.com, su fox.com. URL consultato il 29 ottobre 2008 (archiviato dall'url originale il 30 ottobre 2008).
  - (EN) Il prezzo, su IMDb, IMDb.com.

## Vincitori e vinti
- Titolo originale: Greatness Achieved
- Diretto da: Jesse Bochco
- Scritto da: Nick Santora

### Trama
Lincoln cerca, infruttuosamente, di ottenere informazioni da Wyatt, picchiandolo. Dopo che il Generale Krantz decide di spostare Scylla e il suo contenuto, Gretchen decide di recarsi da lui ad armi spianate per vendicarsi del torto subito in precedenza. Il Generale però non sa che lei ora sta lavorando con Michael e Don Self e così cerca di rientrare nelle sue grazie seducendola. La donna pare infatuata dell'uomo e pretende di essere la sua sola compagna, litigando con Lisa. T-Bag fa entrare Michael, Lincoln, Sucre e Bellick alla Gate, dove seguono il percorso sotterraneo che dovrebbe portarli al quartier generale della Compagnia dove dovranno decodificare Scylla. Sorge, però, un grosso problema, un impianto idrico passa proprio attraverso quei condotti, cosicché Scofield decide che l'unico modo per continuare è passarci attraverso utilizzando un grosso tubo di ferro. Lincoln e Bellick riescono a distruggere la centralina che controlla lo scorrimento dell'acqua, in modo che gli altri possano cominciare a lavorare per far passare il grosso tubo. Durante questi lavori, però, Michael si sente male e sviene. T-Bag deve affrontare un investigatore della polizia che sta cercando notizie sulla morte di Andrew Blauner, ucciso da Gretchen. Sara fa parlare Wyatt, fingendo di essere solidale con lui, ma in realtà la donna sta registrando tutto e quindi Don Self, dopo aver manomesso la registrazione, chiama il Generale e gli fa credere che i componenti della squadra a cui dava la caccia sono morti. Il Generale, che nel frattempo si era attivato per rimettere in circolo la voce degli "Otto di Fox River", decide di abbandonare il piano, convinto di non avere più nulla da temere. L'uomo, dopo aver comunicato la morte di Michael ai 6 Custodi ed a Gretchen, ordina comunque a Lisa di procedere con il trasferimento lampo di Scylla. Wyatt viene così lasciato da solo con Mahone, che ha finalmente il via libera per vendicarsi del killer. Dopo una lunga tortura ai limiti del dolore fisico e mentale, Alex mette in contatto Wyatt con la ex moglie Pam a cui fa chiedere scusa per l'uccisione del figlio. Alex, dopo aver legato le mani di Wyatt ad una prisma di cemento, lo getta nell'oceano, placando la sua vendetta. T-Bag, sfruttando le minacce ricevute da Blauner riguardo a certi pagamenti errati, le fa sue e le utilizza come prova della colpevolezza dell'uomo, datosi, secondo la versione ufficiosa, alla fuga. Lincoln e Bellick tornano nei sotterranei ad aiutare Michael e Sucre con il tubo, ma quando questo sembra aver raggiunto l'altra sponda, l'asse che lo sosteneva cede proprio mentre la pompa dell'acqua ritorna in funzione. Sembra tutto perduto quando Bellick decide di sacrificarsi per il gruppo e sollevarlo con le proprie forze dall'interno della conduttura idrica, rimanendo però travolto dall'enorme massa d'acqua rientrata in circolo. Michael comunica ai due compagni che per lui ormai non c'è più nulla da fare.
- Altri interpreti: Cress Williams (Wyatt Mathewson), Leon Russom (Generale Jonathan Krantz) e Shannon Lucio (Trishanne)
- Collegamenti esterni:
  - (EN) Trama ufficiale su Fox.com, su fox.com. URL consultato il 12 novembre 2008 (archiviato dall'url originale il 12 novembre 2008).
  - (EN) Vincitori e vinti, su IMDb, IMDb.com.

## La diagnosi
- Titolo originale: The Legend
- Diretto da: Dwight H. Little
- Scritto da: Karyn Usher

### Trama
Il gruppo è triste per la scomparsa di Bellick e, dopo che Sucre minaccia Don Self, questi accetta di consegnare il corpo alla madre. Michael continua a studiare il percorso per arrivare a Scylla e, grazie alle pagine mancanti che Gretchen da a Michael, il quadro è completo, anche se abbastanza incomprensibile. Il primo ostacolo prima di arrivare a Scylla è un muro blindato spesso diversi centimetri. Dopo aver scoperto, tramite gli appunti di Whistler il creatore di Scylla e dopo aver impartito i compiti ai compagni, Michael ha un altro malore e viene portato all'ospedale da Sara. Mahone si reca da David Baker, colui che ha progettato Scylla e le sue difese da cui riesce, proprio pochi secondi prima dell'arrivo della Compagnia, a farsi dare una legenda della mappa, così che i vari punti che prima non avevano un senso, ora possano essere svelati. Gretchen intanto informa gli altri che il Generale vuole spostare Scylla il giorno successivo. T-Bag continua la sua sceneggiata alla Gate, in modo da far entrare sempre senza sospetto gli altri del gruppo e nutre dubbi sulla segretaria Trishanne, rea di aver nominato Whistler senza nemmeno sapere chi fosse. Trishanne è in realtà un agente FBI sotto copertura in contatto con Don Self per l'operazione contro la Compagnia. Lincoln e Sucre si recano di fronte al grosso muro che li separa da Scylla ma qui scoprono, grazie al portoricano, che mette un piede sopra una di esse, che tutto il perimetro è dotato di mine antiuomo a detonazione elettronica. Grazie alla legenda di David Baker, Michael comprende che, oltre a trattarsi di un ordigno esplosivo, si tratta inoltre di un sensore per un allarme, che si attiverà anche nel caso di una manomissione manuale. Così, Mahone si precipita appena in tempo sul posto fermando Gretchen, intenta a disattivare la mina, e spegnendo il quadro elettrico nascosto, riuscendo a salvare Sucre. T-Bag scopre che Trishanne è in combutta con Don Self. La squadra, oltre a pensare come oltrepassare il muro, deve inoltre escogitare un modo per non far scattare gli allarmi ultra sensibili all'interno della stanza di Scylla. Il cadavere di Bellick verrà restituito alla madre, mentre tutti quanti a modo loro, piangono per la sua morte, incluso T-Bag; Sucre, come promesso all'ex guardia carceraria che lo aveva inoltre salvato durante l'incendio a Sona, chiama la madre di Bellick per raccontarle l'accaduto. Gretchen si rende disponibile a recuperare la sesta scheda dal Generale. Dopo gli esami fatti in ospedale, il dottore riferisce a Sara che Michael ha un amartoma ipotalamico, un pericoloso tumore in rapido sviluppo, e che deve essere operato quanto prima; Michael promette a Sara di sottoporsi all'intervento dopo due giorni, così da poter concludere il piano, ma la donna gli riferisce che se non lo farà entro il giorno seguente morirà.
- Altri interpreti: Leon Russom (Generale Jonathan Krantz), Shannon Lucio (Miriam Holtz), Michael Bryan French (Gregory White), Stacy Haiduk (Lisa Tabak), Jude Ciccolella (Howard Scuderi), Keith Szarabajka (David Baker) e Jennifer Hetrick (Elaine Baker)
- Collegamenti esterni:
  - (EN) Trama ufficiale su Fox.com, su fox.com. URL consultato il 12 novembre 2008 (archiviato dall'url originale il 3 dicembre 2008).
  - (EN) La diagnosi, su IMDb, IMDb.com.

## Prova finale
- Titolo originale: Quiet Riot
- Diretto da: Kevin Hooks
- Scritto da: Seth Hoffman

### Trama
Michael accetta di sottoporsi all'operazione, ma alla fine vi rinuncia per essere presente alla conclusione del piano. Dopo aver eseguito un buco nella parete di cemento ed avervi inserito un cavo ottico per valutare la situazione, Michael scopre che Scylla è inoltre circondata da una parete in vetro e da un'intercapedine munita di microfoni parabolici, rilevatori di temperatura e di peso di ultima generazione tarati su tolleranze bassissime: il gruppo deve raggiungere l'obiettivo senza toccare il pavimento, fare rumore e neppure emettere calore. Gretchen si incontra con il Generale al fine di recuperare la sesta scheda ma viene scoperta dall'uomo che la risparmia solamente perché padre della piccola Emily; Lisa torna così ad essere il braccio destro del Generale, soprattutto dopo aver organizzato brillantemente e tempestivamente lo spostamento di Scylla. T-Bag, con l'aiuto di Gretchen, tende una trappola a Trishanne e Don Self, facendoli cadere in un'imboscata organizzata da Feng; L'uomo sembra inoltre molto soddisfatto della nuova vita nei panni di Cole Pfeiffer e sembra pensare di abituarcisi. Gretchen stringe accordi con Feng, il cinese interessato alla scheda, a cui intende vendere Scylla dopo che gli altri membri del gruppo lo avranno recuperato; Dopo aver riferito a Michael di non essere riuscita ad impossessarsi della scheda del Generale, la donna gli recapita però una foto. Sara si apposta all'esterno della sede della Compagnia con una pistola nella borsa mentre, in assoluto silenzio, Michael, Lincoln, Sucre ed Alex si recano nel sotterraneo ed iniziano ad attuare il piano partendo dal muro di cemento armato. Sucre genera un campo elettromagnetico che, grazie alla presenza di una maglia di reti di acciaio, indebolisce la struttura permettendogli di creare un varco. Michael monta una specie di scala che, grazie a dei tiranti, viene tenuta parallelamente sospesa dal pavimento dell'intercapedine, indirizzata verso la parete di vetro e su cui vengono posizionate delle assi di legno dove poter camminare. Dell'azoto liquido viene spruzzato continuamente nella stanza al fine di arginare il rilevatore di calore; Sucre, dopo aver fatto cadere la bombola, riesce ad afferrarla prima che tocchi terra e viene aiutato a rimettersi in posizione da Lincoln. Michael, preso il posto dell'amico sulla scala e dopo aver rischiato di svenire, crea un passaggio nel vetro ed accede alla stanza, trovandosi faccia a faccia con Scylla, fisicamente simile ad un computer; Forse sbadatamente, la tocca facendo scattare l'allarme silenzioso ed attivando l'unica telecamera presente nella stanza e direttamente collegata al Generale Krantz, che si precipita con le guardie nel sotterraneo.
- Altri interpreti: Leon Russom (Generale Jonathan Krantz) e Shannon Lucio (Trishanne/Miriam Holtz)
- Collegamenti esterni:
  - (EN) Trama ufficiale su Fox.com, su fox.com. URL consultato il 19 novembre 2008 (archiviato dall'url originale il 2 dicembre 2008).
  - (EN) Prova finale, su IMDb, IMDb.com.

## Altruismo
- Titolo originale: Selfless
- Diretto da: Michael Switzer
- Scritto da: Kalinda Vazquez

### Trama
Michael ha fatto scattare l'allarme di Scylla allertando il Generale che, assieme a due guardie, sta scendendo nel sotterraneo per ucciderlo. Non appena il Generale apre la porta dell'ascensore, Lincoln, Sucre e Mahone gli puntano contro la pistola e disarmano le guardie. Alla Gate, T-Bag e Gretchen stanno aspettando Michael e gli altri per rubargli Scylla e così intascare il denaro, ma qualcosa va storto quando Gregory White, il capo della Gate, si accorge di alcune armi nello studio di Cole Pfeiffer, Gretchen lo capisce ed è costretta a tirar fuori le armi e fare tutti prigionieri. Don Self, catturato insieme a Trishanne, ovvero l'agente Miriam Holtz, da Feng, riesce a liberarsi e la donna riesce ad uccidere lo stesso Feng. Il Generale rivela a Michael di aver fatto tanta strada per nulla ma il ragazzo, dopo averlo sorpreso rubandogli la scheda, lo sciocca mostrandogli le altre cinque schede recuperate; Il brillante piano di Michael era recuperarsi da solo la sesta scheda e poter così accedere a Scylla, una sorta di Hard-Disk particolare. Il Generale è sicuro di cavarsela in breve tempo, ma non ha previsto che nel frattempo Lisa Tabak, che si scopre essere proprio figlia di Krantz, è in ostaggio di Sara che l'ha bloccata in un bagno di un ristorante minacciandola con una pistola. Il Generale così è costretto a lasciar andare Michael e gli altri, temendo per la vita della figlia; Prima di lasciarli andare, rivela loro che il loro padre, Aldo, era in realtà un killer della Compagnia e che i suoi allievi verranno ora a cercarli. I quattro, con un abile giochetto, riescono a seminare la Compagnia all'aeroporto ed a scappare con Scylla. Trishanne è tornata alla Gate dove prova a liberare gli ostaggi; Gregory White però fa una mossa avventata e viene ucciso. Gretchen e T-Bag scappano ma la donna, visto il piano ormai fallito, tenta di eliminare l'uomo che viene salvato dall'arrivo di Trishanne; L'agente dell'FBI mette in fuga Gretchen ma arresta T-Bag. Michael e gli altri raggiungono l'appuntamento con Don Self al quartier generale per consegnargli Scylla. Questi dà loro una busta da consegnare agli agenti che li renderanno finalmente liberi nel giro di pochi minuti e si allontana con Scylla verso il commissariato, dopo aver chiamato un'ambulanza per Michael su richiesta di Sara. Il Generale Krantz è spiazzato dalle abilità di Michael e non ha idea di come muoversi. Il gruppo festeggia la fine delle ostilità e la ritrovata vita normale mentre i malumori tra Lincoln ed Alex vengono appianati amichevolmente; Visto il ritardo nell'arrivo degli agenti, Michael tenta di comunicare con Don Self ma il numero risulta disabilitato suscitando sgomento nel gruppo. Don Self si incontra con Trishanne, congratulandosi con lei per la cattura di T-Bag e mostrandole l'agognata Scylla; L'uomo le chiede inoltre se avesse sentito dell'esistenza di ulteriori acquirenti per il prezioso oggetto, così da poter aumentare le prove a carico della Compagnia vista la ormai inutilità di Feng, e dopo aver ricevuto risposta negativa si scusa con la donna uccidendola a sangue freddo sotto l'occhio di T-Bag. Michael, lentamente, apre la busta ricevuta da Don Self e scopre essere piena di fogli bianchi, creando scompiglio nel gruppo; La storia non è ancora chiusa e si medita vendetta.
- Altri interpreti: Leon Russom (Generale Jonathan Krantz) e Shannon Lucio (Trishanne/Miriam Holtz)
- Collegamenti esterni:
  - (EN) Trama ufficiale su Fox.com, su fox.com. URL consultato il 28 novembre 2008 (archiviato dall'url originale il 4 dicembre 2008).
  - (EN) Altruismo, su IMDb, IMDb.com.

## L'accordo
- Titolo originale: Deal Or No Deal
- Diretto da: Bobby Roth
- Scritto da: Christian W. Trokey

### Trama
Dopo che Self ha ingannato tutti quanti tenendosi per sé Scylla in modo da rivenderla, l'agente corrotto fa in modo di credere che Trishanne sia stata uccisa, insieme a lui stesso, da Burrows. Michael e gli altri capiscono che sono stati fregati, e cercano un modo per scappare. T-Bag è costretto a lavorare con Self, il quale lo obbliga a tenere sotto ostaggio la sorella e la figlia di Gretchen, per convincere la stessa a trovare un nuovo acquirente per Scylla. Michael nasconde un piccolo circuito elettronico nel bagno del magazzino prima di avere nuovamente un mancamento ed abbandonare l'ormai ex quartier generale. Il Generale, dopo aver perso temporaneamente la calma che lo contraddistingueva ed aver eliminato uno dei custodi, riorganizza la Compagnia per dare la caccia a Michael e gli altri per riprendersi Scylla, iniziando facendo infiltrare un uomo nella sicurezza nazionale. Sara continua ad iniettare a Michael un placebo per i suoi problemi ma sa che non potrà durare a lungo senza l'intervento. Don Self, ricattando Gretchen, riesce ad incastrare il gruppo, facendo una soffiata sulla posizione di Michael e Lincoln, e quest'ultimo viene catturato. Il superiore di Self, Herb, dopo una discussione con Lincoln chiama Michael e gli dice che hanno capito che Self era un traditore e propongono una deposizione come testimonianza da parte del gruppo contro Self in cambio della libertà. Michael non si fida ed elabora un piano e, ingannando Sara e Sucre, chiede a Mahone di convincerli ad andarsene e che penserà lui a tutto il resto. Così, incontra Herb, i suoi uomini ed il Senatore Dallow per verificare il patto che però è un falso, infatti la sicurezza nazionale vuole insabbiare tutta la storia riguardante Scylla visto il rischio che, una volta scoperta la verità, i due agenti governativi avrebbero corso. Herb, dopo aver fatto allontanare gli altri agenti minaccia Michael e Lincoln di morte venendo, ironicamente, salvati dall'uomo infiltrato della Compagnia che uccide l'agente e costringendo i fratelli a seguirlo per un incontro con il Generale. Gretchen, minacciata da Don Self e T-Bag che hanno in ostaggio la sorella e la figlia, viene obbligata l'ex agente dell'FBI a trovare un nuovo acquirente per Scylla. Sucre, tornato però indietro insieme a Sara, a salvare i compagni prigionieri e l'uomo della Compagnia viene ucciso. Mahone pare invece aver deciso di seguire il piano di Michael ed essere scappato. Gretchen accompagna Don Self da Patrick, l'intermediario del nuovo acquirente, ma questo informa Self che Scylla non era completa; Michael infatti, prima di consegnare Scylla, ha tolto un piccolo circuito che è però parte integrante di Scylla. Michael recupera il circuito elettronico nel bagno del magazzino e viene contattato da Don Self a cui invita di venirselo a prendere.
- Altri interpreti: Leon Russom (Generale Jonathan Krantz), Stacy Haiduk (Lisa Tabak), Michael O'Neill (Herb Stanton), Mark Pellegrino (Patrick Vikan), Jude Ciccolella (Howard Scuderi), Graham McTavish (Ferguson), Heather McComb (Rita Morgan) e David Clennon (Senatore Conrad Dallow)
- Collegamenti esterni:
  - (EN) Trama ufficiale su Fox.com, su fox.com. URL consultato il 3 dicembre 2008 (archiviato dall'url originale il 4 dicembre 2008).
  - (EN) L'accordo, su IMDb, IMDb.com.

## Solo affari
- Titolo originale: Just Business
- Diretto da: Mark Helfrich
- Scritto da: Graham Roland

### Trama
Lisa presenta le sue dimissioni al Generale in quanto non contenta del suo operato. Quest'ultimo rivuole indietro Scylla e sguinzaglia i suoi uomini per tutta la città. Don Self, resosi conto dell'incompletezza dell'oggetto da lui posseduto, decide di stanare Michael dal magazzino nel quale si nasconde, in modo da mettere le mani sul pezzo mancante da lui nascosto. I metodi utilizzati dall'agente sono esasperati: attraverso un fucile speciale spara nell'edificio dei bossoli dai quali fuoriesce del gas ma Lincoln, con il solito tempismo, lo ferma. I fuggitivi e il traditore hanno modo di confrontarsi e, quest'ultimo, propone a Michel una collaborazione, spiegandogli che c'è un compratore disposto a pagare una grossa cifra in cambio di Scylla. Il ragazzo sembra essere interessato. Alex non è scappato ma ha contattato la sua ex partner dell'FBI Felicia, la quale sta cercando di convincere Mark, il vecchio sottoposto di Alex ai tempi della caccia a Michael ed ora salito di grado, ad aiutarlo nella lotto contro la Compagnia facendolo parlare con il procuratore generale. Sucre, intanto, si è nascosto nel bagagliaio della macchina di Don Self riuscendo così a procurare a Michael l'indirizzo preciso nel quale Gretchen e l'agente si nascondono: un hotel malmesso frequentato da gente poco raccomandabile. Michael, Sara e Lincoln si recano sul luogo e preparano un agguato. T-Bag è impegnato a sorvegliare la sorella e la figlia di Gretchen, mentre si tiene costantemente in contatto telefonico con i compari; Improvvisamente, suona alla porta un venditore di Bibbie dall'aria innocua ma T-Bag riconosce un anello di dubbia provenienza al dito dell'uomo e, sospettando che possa essere qualcuno mandato dalla Compagnia, decide di bloccarlo minacciandolo con la pistola. Sucre riesce ad infiltrasi nell'hotel avendo uno scontro diretto con Gretchen, la quale proprio prima di avere la meglio, viene buttata giù dalle scale da Sara; Gretchen scappa dall'hotel dall'ingresso principale dove sono arrivati gli uomini della Compagnia che erano riusciti a stanarla riuscendo a rubare una macchina. Don Self, dopo essere scappato dalla camera a causa dello stesso gas lacrimogeno da lui usato per stanare i fuggitivi, cerca la via di fuga attraverso la scala antincendio precedentemente manomessa da Michael, il quale riesce finalmente ad impossessarsi di Scylla; Mentre fugge via stringendo il bottino tra le mani, Michael ha una nuova crisi, più violenta delle precedenti, e si accascia a terra perdendo i sensi. Don Self lo raggiunge rapidamente e s'impadronisce nuovamente dell'oggetto venendo poi recuperato da Gretchen. Alcuni uomini della Compagnia che inseguivano Don Self caricano Michael su un furgone. Don Self riesce a mettere le mani sulla parte mancante di Scylla, quella cioè che Michael aveva nascosto nel bagno del magazzino, grazie a dei visori ad ultrasuoni sparati assieme ai lacrimogeni. Ora il database è completo ed è pronto per essere venduto. Durante le trattative con l'intermediario Vikan, Don Self decide improvvisamente di sparare a costui ed ai suoi scagnozzi, in modo da eliminare ogni percentuale sulla vendita ed intascare così l'intera somma di denaro. T-Bag si fida del suo istinto ed è convinto che l'uomo che ha segregato non sia un vero venditore di Bibbie, anche se tutte le prove gli danno torto. Le parole misericordiose di Rita, la sorella di Gretchen, e la disperazione sul volto del soggetto che sta minacciando lo fanno cedere facendogli inoltre comprendere di poter essere una persona migliore; stupisce quindi la donna ordinandole di scappare assieme alla bambina e decide poi di liberare l'ostaggio che, sfortunatamente si rivela essere realmente un uomo della Compagnia che lo stordisce. Michael si risveglia intontito in un laboratorio mentre viene sottoposto ad alcuni esami. Alex, dopo aver appreso da Lincoln del fallimento della missione, viene incastrato da Mark che non ha intenzione di metterlo in contatto con il procuratore generale ma che invece lo cattura; Alex ringrazia comunque l'agente Lang per il suo aiuto in ogni momento. Lincoln si presenta dal Generale e viene informato della possibilità che la Compagnia ha di curare superbamente Michael, a patto che lui collabori al ritrovamento di Scylla; A supporto della sua richiesta, il Generale consegna a Lincoln una cartellina denominata "Tombstone II" (Lapide II).
- Altri interpreti: Leon Russom (Generale Jonathan Krantz), Stacy Haiduk (Lisa Tabak) e Mark Pellegrino (Patrick Vikan),
- Collegamenti esterni:
  - (EN) Trama ufficiale su Fox.com, su fox.com. URL consultato il 9 dicembre 2008 (archiviato dall'url originale il 12 dicembre 2008).
  - (EN) Solo affari, su IMDb, IMDb.com.

## Tuffo nel passato
- Titolo originale: Going Under
- Diretto da: Karen Gaviola
- Scritto da: Zack Estrin

### Trama
Ha inizio l'intervento di Michael a cura dei medici della Compagnia; Gli stessi rivelano a Sara che verrà utilizzato un metodo ancora migliore di quelli dei più brillanti chirurghi mondiali. Lincoln, dopo aver brutalmente aggredito T-Bag, riceve dall'uomo la località in cui Don Self e Gretchen venderanno Scylla e, con l'aiuto di Sucre e la promessa del supporto della Compagnia, si reca sul posto. Lisa comunica a Gretchen di essere stata liberata da T-Bag e, dopo averle intimato di non farsi più vedere, le rivela che T-Bag è stato sequestrato; La donna avverte Don Self dell'imminente pericolo, riuscendo così a scappare proprio pochi secondi prima dell'arrivo di Lincoln e Sucre mentre un secondo intermediario dell'acquirente di Scylla osserva da lontano. Alex, in viaggio verso la prigione, chiede a Mark di fermarsi per andare in bagno e raccogliendo un tubo di metallo dal lavandino. Sara viene informata da un chirurgo che, come può accadere normalmente in quei tipi di interventi, Michael possa avere una perdita di memoria, aggiungendo inoltre che quei ricordi possano essere vividi pochi istanti prima di morire; Immediatamente dopo, Michael cade in una sorta di trance e, dopo aver rivissuto alcuni momenti importanti della sua vita, si ritrova nella sua vecchia cella a Fox River in compagnia di Charles Westmoreland che lo induce a riflettere attentamente sul senso delle sue azioni e dell'involontario dolore causato ad altre persone. Il vecchio Charles, però, lo difende sottolineando la sua innocenza e lo esorta a riflettere più attentamente sul senso delle cose e che non tutto è come sembra. Michael si rende conto che Scylla è molto più un libro nero della Compagnia ma, improvvisamente, Westmoreland lo invita ad andarsene mentre il cuore del ragazzo smette di battere; L'intervento tempestivo di Sara riesce a risvegliare Michael grazie alle sue parole. Alex riesce a scappare dagli agenti dell'FBI rompendo il finestrino dell'auto con il tubo e viene inseguito da Felicia ma, nel momento in cui si trovano faccia a faccia, la donna non riesce a fermarlo, l'affetto verso il collega è forte e perciò lo lascia fuggire indicando una falsa pista al collega Mark. Don Self e Gretchen s'incontrano con l'ulteriore intermediario del compratore, un uomo molto serio ed esperto in fatto di affari che non ha però intenzione di pagare e spara loro colpendo Self. Lincoln e Sucre rintracciano il luogo dello scambio e, anche se si fanno scappare il compratore che fugge via con Scylla, riescono a bloccare Gretchen e l'ex agente federale. Il Generale rivela a Lincoln l'importanza che questi ritrovi Scylla e lo obbliga a lavorare in gruppo con T-Bag, Don Self e Gretchen. Sucre sceglie invece di abbandonare la missione deciso a ricominciare una nuova vita, con la promessa di ricongiungersi in futuro. L'intervento di Michael Scofield viene completato in modo magistrale dai medici della Compagnia nonostante la temporanea "morte" del ragazzo. Al risveglio Michael rivela a Sara quello che ha compreso in sogno, ovvero che Scylla non è ciò che sembra; non è un oggetto pericoloso per il fatto di essere il libro nero della Compagnia ma è anzi qualcosa di buono che può migliorare il mondo intero. Michael riesce a risalire ad una teoria scientifica, denominata "BArGaIn" (Accordo), secondo la quale, combinando i relativi elementi della tavola periodica allo scopo di creare una cellula fotovoltaica, si potrebbe sfruttare al massimo l'energia solare e ciò può potenzialmente conferire un potere illimitato. La conclusione di Sara riesce bene a spiegare il sunto della questione: la Compagnia non sta proteggendo il passato ma il futuro. Il secondo emissario del compratore, fuggito con Scylla, si accorda al telefono con una donna dalla voce molto simile a quella della Reynolds. Lincoln si incontra con il fratello per accertarsi che stia bene e per informarlo a proposito del patto stipulato con Krantz. Michael non sembra essere d'accordo riguardo a tale collaborazione e protesta contro il fratello, il quale si trova costretto a rivelare un importante segreto: la madre dei due, prima di morire, aveva collaborato con la Compagnia.
- Altri interpreti: Leon Russom (Generale Jonathan Krantz), Titus Welliver (secondo intermediario del compratore) e Muse Watson (Charles Westmoreland/D.B. Cooper)
- Collegamenti esterni:
  - (EN) Trama ufficiale su Fox.com, su fox.com. URL consultato il 23 dicembre 2008 (archiviato dall'url originale il 25 dicembre 2008).
  - (EN) Tuffo nel passato, su IMDb, IMDb.com.

## Equilibri spezzati
- Titolo originale: The Sunshine State
- Diretto da: Kevin Hooks
- Scritto da: Matt Olmstead, Nicholas Wootton

### Trama
Lincoln, T-Bag, Gretchen e Don Self iniziano le ricerche di Scylla. Michael e Sara sono stati separati; la donna viene portata in un albergo di lusso mentre l'uomo si risveglia in una villa in montagna circondata da boschi. Michael viene raggiunto da un uomo che si presenta come un dottore, precisamente uno psichiatra, della Compagnia che gli rivela come la madre sia ancora viva e lavori per la Compagnia. Lincoln si reca in un bar dove è stato avvistato l'intermediario del compratore di Scylla e, dopo una piccola rissa, prende in custodia una donna che sembra sapere qualcosa sull'uomo; La donna riesce però a far cadere in trappola Lincoln, fuggendo così con l'intermediario, nonché il suo ragazzo, ma Lincoln, previdente, le aveva rubato il portafoglio, dando così inizio ad una ricerca della Compagnia. Sara viene rapita da Lisa che le rivela dove sia tenuto prigioniero Michael e quali siano le intenzioni della Compagnia; Il Generale ha infatti chiesto allo psichiatra di convincere Michael ad unirsi a lui, ma questi non crede alle parole del dottore, soprattutto visti i continui rifiuti di poter vedere o parlare con la madre. Nel gruppo che si è formato per cercare Scylla nessuno si fida di nessuno e ognuno è pronto a pugnalare alle spalle gli altri: T-Bag riferisce al Generale che Sara si sta per recare da Michael, chiedendone il trasferimento immediato; Gretchen scopre la vera identità dell'intermediario, Scott, e lo incontra promettendogli un depistaggio delle indagini sotto compenso: Don Self, appoggiato da T-Bag, obbliga Lincoln a consegnargli il comando del gruppo; Lincoln trova, finalmente, un volto amico in Alex, tornato ad aiutarlo dopo la fuga dagli agenti dell'FBI proprio mentre Don Self reclamava la leadership. Michael riesce a fuggire dalla villa, prima di venire sedato per il trasporto, e viene recuperato da Sara. Gretchen conduce il gruppo in una trappola di Scott, il quale rivela di aver già consegnato Scylla al compratore; La donna, dopo aver eliminato le guardie di Scott, rimane ferita nello scontro a fuoco con quest'ultimo, che ha però la peggio, e viene risparmiata da Lincoln sotto richiesta di T-Bag. Michael rivela a Sara di credere che sua madre sia ancora viva. Lincoln riesce a mettersi in contatto, tramite il cellulare di Scott, con il compratore ma tra i due è solo Lincoln a parlare, minacciandolo di morte. Il compratore, una volta chiusa la telefonata, si rivela come la madre di Lincoln.
- Altri interpreti: Leon Russom (Generale Jonathan Krantz), Stacy Haiduk (Lisa Tabak), Graham McTavish (Ferguson), Titus Welliver (Scott), John Getz (Dr. Roger Knowlton), Crystal Allen (Tia), Kathleen Quinlan (Christina Rose Scofield)
- Collegamenti esterni:
  - (EN) Trama ufficiale su Fox.com, su fox.com. URL consultato il 23 dicembre 2008 (archiviato dall'url originale il 23 dicembre 2008).
  - (EN) Equilibri spezzati, su IMDb, IMDb.com.

## Una madre ingombrante
- Titolo originale: The Mother Lode
- Diretto da: Jonathan Glassner
- Scritto da: Seth Hoffman

### Trama
Il Generale, scontento del suo nuovo gruppo, fa trovare a Lincoln, T-Bag, Mahone e Don Self delle foto rappresentanti i loro cari, minacciando di ucciderli nel caso non gli riportassero Scylla e comunica che a loro si affiancherà la squadra, rivale, di Michael. Lincoln e Michael si mettono in contatto telefonico e, dopo una litigata, Michael rivela al fratello quanto scoperto riguardo alla madre. Michael e Sara, sfuggiti fortunosamente ad un'esecuzione, cercano di scappare facendosi dare un passaggio da un camionista. Il secondo Custode delle chiavi di Scylla imprigiona il Generale all'interno della sua auto e la fa esplodere; Poco dopo l'esecutore viene però fatto eliminare da Christina, la madre di Michael e Lincoln, reo di non aver verificato l'effettiva scomparsa dell'uomo. Lincoln e gli altri trovano, grazie alle chiavi recuperate da Scott, un indizio su dove possa trovarsi il compratore di Scylla; Il gruppo si divide così raggiungendo un santuario ed una camera d'albergo. Il camion su cui viaggiano nascosti Michael e Sara viene fermato da un poliziotto rivelatosi poi un uomo della Compagnia che elimina l'autista e si impadronisce del camion; Con quanto presente nel rimorchio in cui sono nascosti, Michael riesce ad ideare un piano di fuga. T-Bag viene malamente cacciato dal santuario mentre Alex e Lincoln arrivano troppo tardi nella camera d'albergo, trovando solo una vecchia foto di Lincoln, da bambino, e la madre ancora incinta di Michael. Il Generale, sopravvissuto all'attentato, si mette in contatto con Christina ed intuisce come lei sia partecipe della faccenda. Lincoln trova dei messaggi nascosti nella foto e si incontra con la madre che gli spiega parte dei suoi piani giustificandosi per quanto accaduto e chiedendogli inoltre di rinunciare ad intervenire in qualsiasi modo. Nel frattempo, Alex, T-Bag e Don Self si recano nuovamente nel santuario e, dopo uno scontro a fuoco, vi scoprono dei pass e delle armi della Compagnia. Michael e Sara riescono a fuggire dal camion e, dopo essere stati inseguiti dal loro rapitore, scoprono, prima che questi muoia, che il mandante non era il Generale; Michael si rende conto come fosse invece la madre. Dopo essersi confrontato con il resto della squadra, Lincoln decide di reincontrare la madre, nonostante questa gli avesse detto più volte di non rintracciarla, ma scopre che la stessa si è trasferita; La donna, venuta a sapere dell'intromissione del figlio, dà l'ordine al cecchino di guardia di poter aprire il fuoco.
- Altri interpreti: Leon Russom (Generale Jonathan Krantz) e Kathleen Quinlan (Christina Rose Scofield)
- Curiosità:
  - Per la prima volta dall'inizio della serie la sigla iniziale viene modificata in corso di stagione. All'inizio non appare più il magazzino dove lavorava il team per la prima parte della quarta stagione, ma c'è una ripresa di alcuni palazzi di Miami dall'alto. Inoltre al termine della sigla prima della scritta 'Prison Break' non si vede più l'immagine di una delle 6 chiavi che servivano per arrivare a Scylla ma si vede proprio quest'ultima tenuta in mano da un soggetto ignoto.
- Collegamenti esterni:
  - (EN) Trama ufficiale su Fox.com, su fox.com. URL consultato il 21 aprile 2009 (archiviato dall'url originale il 21 aprile 2009).
  - (EN) Una madre ingombrante, su IMDb, IMDb.com.

## Futuro in vendita
- Titolo originale: VS
- Diretto da: Dwight H. Little
- Scritto da: Christian W. Trokey, Kalinda Vazquez

### Trama
Lincoln è sotto tiro ma scompare momentaneamente dalla visuale del cecchino prima che questo possa sparargli e nel frattempo Don Self individua la posizione dell'uomo mentre Alex si precipita sul tetto per fermarlo; Dopo uno scontro a fuoco sul tetto, Il tiratore scelto riesce a fuggire utilizzando le scale ma viene bloccato da Lincoln, prima, e da un'auto di un passante, poi. La squadra lo circonda ma non riesce a farsi rivelare il nascondiglio di Christina, rubandogli però il cellulare prima dell'arrivo della polizia. Michael e Sara si rifugiano in un appartamento a Miami di un'amica della donna; La donna pare avere dei lievi problemi fisici e si reca in bagno dove estrae un test di gravidanza. Lincoln viene contattato da Michael che gli chiede un incontro ma l'uomo decide di non presentarsi; Al suo posto si presenta però Alex che riferisce a Michael che, probabilmente, non possono considerarsi alleati. Il generale Krantz, vistosamente ferito a causa dello scampato attentato messo in atto da Christina, cerca di scoprire dove si trovi Scylla e contatta Lincoln per avere degli aggiornamenti, ma questi, pur sapendo che Scylla si trova in possesso di Christina, decidono di tenere l'uomo all'oscuro delle loro scoperte. I ragazzi scoprono che Christina terrà un incontro con Naveen Banerjee, un acquisitore interessato a comprare il progetto Scylla, in un'ambasciata internazionale di media sicurezza, precipitandosi sul posto. Grazie alla comica mess'inscena di T-Bag, il resto della squadra riesce ad introdursi nell'ambasciata, venendo però scoperti poco dopo mentre attraversano uno dei corridoi dell'edificio; Il fatto di trovarsi in un'ambasciata di valore internazionale garantisce però loro di non poter essere uccisi e perciò vengono chiusi in una stanza e lasciati lì in attesa che Christina concluda l'accordo con Banerjee e se ne vada. Michael e Sara, dopo aver recuperato un biglietto dal sicario da cui erano scappati, intuiscono che Christina sta aspettando un certo signor "VS" che atterrerà tra poche ore; Dopo aver decodificato anche la localizzazione di un'auto di servizio di Christine, la rubano e si recano quindi in aeroporto; Durante il viaggio il telefono recuperato nell'auto suona e Michael, dopo aver risposto, si rende conto di parlare con la madre. Christina conclude l'accordo con il signor Banerjee per la vendita delle informazioni riguardanti la teoria del "BArGaIn" e, prima di andare, riceve la conferma dell'imminente arrivo del signor Sandinsky e la notizia che suo figlio è stato scoperto all'interno dell'edificio. La squadra di Lincoln, uscita dalla stanza, viene fermata da delle guardie che, scambiandoli per uomini di Christine, gli consegnano il biglietto di Sandinsky, dimenticato dalla donna frettolosamente scappata dall'ambasciata; Tornati all'appartamento, dopo aver incontrato T-Bag malamente percosso dalle guardie dell'ambasciata stanche della sua buffonata, riescono a risalire ad un certo Vincent Sandinsky in arrivo all'aeroporto Everglade Memorial di Miami, dove si recano subito dopo; T-Bag, scontento dell'operato del gruppo ed in pensiero per la madre, rimasto al quartier generale contatta il Generale a cui riferisce che Scylla è in mano a Christine. Con metodi meno convenzionali, anche Michael e Sara scoprono l'identità dell'uomo e sono i primi a prenderlo in custodia venendo inseguiti subito dopo dagli uomini di Christine che, dopo un breve inseguimento, hanno la meglio sulla coppia. Proprio mentre stanno per essere uccisi, gli inseguitori vengono eliminati da Alex con un fucile da cecchino. La felicità di Michael viene subito interrotta da Lincoln che prende in custodia Sandinsky e lo abbandona sulla pista, facendogli capire di essere su parti contrastanti. La squadra di Lincoln interroga il prigioniero, ma senza risultato. Il Generale è diretto a Miami per dare la caccia a Christine. Sandinsky, dopo essersi dichiarato innocente ed aver giurato di non conoscere Christina, sta per essere rilasciato, ma l'uomo nasconde sicuramente qualcosa. Michael e Sara, ormai soli contro tutti, sono riusciti a rubare di nascosto il cellulare di Sandinsky da cui scoprono i ripetuti contatti con Christine; Sara si è inoltre resa conto che il suo test di gravidanza è positivo, ma non rivela la bella notizia al compagno. Michael contatta la madre per conoscere i rapporti con Sandinsky ma non ottiene le informazioni desiderate. Christine si rende conto che i suoi due figli si stanno scontrando per arrivare a lei.
- Altri interpreti: Leon Russom (Generale Jonathan Krantz) e Kathleen Quinlan (Christina Rose Scofield)
- Collegamenti esterni:
  - (EN) Trama ufficiale su Fox.com, su fox.com. URL consultato il 28 aprile 2009 (archiviato dall'url originale il 28 aprile 2009).
  - (EN) Futuro in vendita, su IMDb, IMDb.com.

## Il congresso
- Titolo originale: S.O.B.
- Diretto da: Garry A. Brown
- Scritto da: Karyn Usher

### Trama
Lincoln, Mahone, Self e T-Bag sono al loft e interrogano Vincent Sandinsky cercando di capire se sia in relazione con Christina. Michael telefona a Lincoln avvisandolo dell'intenso scambio di e-mail tra Christina facendo così perdere la pazienza a Lincoln fino a minacciare VS con una pistola fino all'arrivo del Generale; Questi svela di conoscere già VS visto che è stato membro della Compagnia per 21 anni, il quale confessa subito di lavorare con Christina, e svela anche dove lei si trovi. Il Generale concede ancora un giorno a Lincoln, Alex e Don Self per chiuedere la faccenda mentre T-Bag, che aveva fatto la soffiata, viene sollevato dall'incarico e inizia ad entrare nelle sue grazie. Michael, in un magazzino del porto, chiama Christina dal telefono di VS di proposito per farsi rintracciare così che Christina e il collaboratore Downey si rechino dove si trova; Michael entra nella loro macchina lasciata incustodita ed infila una bustina nelle prese d'aria e mette il condizionatore al massimo; Una volta accesa l'auto la busta, contenente un composto tossico che Michael aveva precedentemente realizzato, intossica Christina ed i suoi uomini permettendo alla coppia di rapirla. Lincoln e compagni arrivano nell'appartamento dove soggiornava Christina e lo perquisiscono, trovando una busta con le lettere DMB e un numero. Con una telefonata al Generale scoprono, per confessione di VS che DMB sono le iniziali di una banca e il numero è quello di una cassetta di sicurezza. Michael cerca di farsi dire dove si trovi Scylla, ma non vi riesce; anche Sara prova un faccia a faccia con Christina, ma la donna ha intuito come la compagna del figlio sia incinta; Michael prova una seconda volta ma alla fine della discussione Christina gli rivela che lui e Lincoln non sono fratelli: Lincoln era stato adottato da Aldo Burrows dopo che i suoi genitori, che a loro volta lavoravano per la Compagnia, erano rimasti uccisi. Michael è visibilmente scosso, ma alla fine, minacciando Christina, riesce a farsi dire della conferenza sull'energia al Panda Bay Hotel, confidandogli che probabilmente ci troverà anche Lincoln. Michael decide di recarsi lì, e lascia a Sara la custodia di Christina, la quale però, con la stessa arguzia del figlio Michael, riesce a liberarsi ed a scappare, lasciando Sara legata al tavolo dell'appartamento promettendole che avrebbe visitato il futuro nipotino. Lincoln, Mahone e Don Self vanno alla banca per aprire la cassetta di sicurezza, ma Downey li ha preceduti di poco, ed infatti lo vedono allontanarsi con una valigetta, inseguendolo; Downey arriva all'Hotel della conferenza sull'energia e vi entra, seguito da Lincoln, mentre Mahone e Don Self restano fuori. Christina si mette in contatto prima con Downey e poi con Naveen Banerjee, il quale sta per parlare alla conferenza. Al loft, il Generale, ottenuta l'informazione della conferenza nuovamente da VS, intuisce che il piano di Christina è quello di vendere Scylla all'India per trarre un grandissimo profitto economico, riconoscendo anche che questo potrebbe essere l'inizio di un conflitto mondiale. Dopodiché ordina a T-Bag di uccidere Sandinsky come prova della sua lealtà. All'hotel Lincoln insegue Downey, che riesce a sfuggirgli. Alex e Don Self notano una macchina parcheggiata proprio di fronte ad un'uscita e, perquisendola trovano dei passaporti con le loro foto, intuendo di essere caduti in una trappola. Nel frattempo un cecchino vestito da cameriere spara a Naveen Banerjee uccidendolo e scappando proprio prima di venire bloccato da Lincoln; Prima di fuggire l'attentatore ha però gettato un proiettile, toccato da Lincoln durante la perquisizione del nascondiglio della madre, vicino al fucile. Mentre Michael entra nell'hotel, Lincoln rimane bloccato nel punto da cui il cecchino aveva sparato, in compagnia dell'arma del delitto e del proiettile, nuovamente incastrato per un omicidio che non ha commesso. I due fratelli sono ora nuovamente uniti.
- Altri interpreti: Leon Russom (Generale Jonathan Krantz) e Kathleen Quinlan (Christina Rose Scofield)
- Collegamenti esterni:
  - (EN) Trama ufficiale su Fox.com, su fox.com. URL consultato il 21 maggio 2009 (archiviato dall'url originale il 5 maggio 2009).
  - (EN) Il congresso, su IMDb, IMDb.com.

## La legge del più forte
- Titolo originale: Cowboy And Indians
- Diretto da: Milan Cheylov
- Scritto da: Nick Santora

### Trama
Michael e Lincoln cercano un modo di scappare dall'hotel e si recano all'ultimo piano per arrivare al tetto. Alex e Don Self, dall'esterno, monitorano la situazione. Mentre l'hotel si riempie di forze speciali, Michael chiede ad Alex di recarsi nell'appartamento di Sara a recuperare Christine per avere un vantaggio sui suoi uomini ed a Don Self di apprendere i metodi che verranno utilizzati per stanarli. Alex si reca dunque nell'appartamento ma vi trova solamente Sara legata; Una volta liberata consiglia alla donna di scappare ma la stessa decide di rimanere ad aspettare Michael nell'appartamento. Don Self, spacciandosi per un agente della sicurezza governativa, riesce a comunicare ai fratelli i metodi di ingaggio delle forze speciali ma viene poi riconosciuto da un altro agente governativo; Dopo una lotta, Don Self riesce ad uccidere l'uomo. Il Generale, appresa la notizia di quanto accaduto da un telegiornale ordina al suo nuovo sicario, l'uomo delle bibbie di T-Bag, di andare a recuperare la squadra all'hotel. Travestendosi da unità speciali, Michael e Lincol riescono quasi a fuggire ma vengono riconosciuti dal capo in comando; Mentre vengono arrestati, il sicario del Generale uccide il comandante e riporta indietro i fuggitivi. Il Generale, stanco dei continui fallimenti, decide di impartire una dura lezione ai suoi uomini prendendo casualmente il nome di uno di loro, Don Self, ed eliminando la moglie in diretta telefonica; Don Self, ribellandosi, riesce a scappare gettandosi nel fiume ma un colpo di pistola lo colpisce ad una gamba. Christina, dopo aver fatto credere che l'ordine di esecuzione arrivasse dalla Cina, si incontra con il padre di Banerjee, diplomatico indiano, che è ora interessato all'acquisto delle informazioni di Scylla non più per scopi pacifici ma per vendetta militare; La donna, dopo essersi accordata sulla vendita per la cifra di 750 milioni di dollari, ordina a Donwey di metterla in contatto con il governo cinese per vendere le stesse informazioni, anche se l'uomo non sembra d'accordo. Michael deduce che, per verificare l'effettivo pagamento, la madre si sarebbe diretta in banca a prelevare una somma di denaro; Giunti sul posto, simulano una rapina uscendo dalla struttura con la valigetta contenente Scylla ma nella fuga Lincoln rimane indietro per permettere a Michael ed Alex di scappare. Il Generale, resosi conto di non avere nulla con cui ricattare Michael, invia T-Bag a prelevare Sara, in quanto l'uomo gli aveva fornito l'informazione che la donna era rimasta sola in casa. Alex vorrebbe consegnare Scylla al Generale per non mettere in pericolo la vita della ex moglie Pam ma sembra non forzare l'argomento con Michael. Michael riceve due chiamate nel giro di breve tempo; La prima del Generale, che gli comunica di avere in ostaggio Sara, mentre la seconda della madre, che in ostaggio ha invece suo fratello Lincoln a cui, per calcare la mano, spara in pieno petto dandogli al massimo cinque ore di vita. Michael è ora costretto a scegliere se consegnare Scylla in cambio della donna che ama o del fratello, o meglio fratellastro.
- Altri interpreti: Leon Russom (Generale Jonathan Krantz) e Kathleen Quinlan (Christina Rose Scofield)
- Collegamenti esterni:
  - (EN) Trama ufficiale su Fox.com, su fox.com. URL consultato il 16 settembre 2009 (archiviato dall'url originale il 13 maggio 2009).
  - (EN) La legge del più forte, su IMDb, IMDb.com.

## Sul filo del rasoio
- Titolo originale: Rate of Exchange
- Diretto da: Bobby Roth
- Scritto da: Zack Estrin

### Trama
Michael insieme ad Alex cerca un modo di salvare tutti. L'idea di Alex è iniziare a recuperare chi ne ha più bisogno al momento, ovvero Lincoln ferito. Christina rivela a Lincoln di non essere sua madre e che Sara è incinta, peggiorandogli la ferita. Don Self viene recuperato e trasportato in ospedale dove viene curato; Ad attenderlo nel momento del risveglio ci sono però due agenti governativi pronti ad interrogarlo. Michael fabbrica una bomba ed attira la madre in un porto vicino per effettuare lo scambio; L'arrivo della polizia ferma però i piani del ragazzo e la bomba, anziché colpire la donna, travolge un suo agente permettendole di scappare. Alex si agita sempre di più visto il pericolo che continua a correre la sua ex moglie e si divide da Michael per seguire un suo piano per salvarla. Lincoln rivela a Michael di aver appreso la notizia della gravidanza di Sara. Christina, proprio prima di uccidere Lincoln, viene contatta da Alex che le promette Scylla in cambio della protezione di Pam. Michael, fallito il recupero del fratello, si accorda con il Generale per riabbracciare Sara; L'uomo gli ordina di farsi trovare in un parcheggio poco frequentato e, prima di partire alla volta di Scylla, comunica a T-Bag di poter fare quello che vuole a Sara. Michael arriva nel parcheggio e lascia la valigetta nascondendola in luogo abbastanza visibile e si reca all'appartamento dove è tenuta rinchiusa Sara. T-Bag inizia a violentare verbalmente Sara e, dopo che la donna ribatte insultando la sua mancante virilità, a causa degli abusi subiti dal padre da bambino, l'uomo perde la pazienza e passa alla violenza fisica; Michael arriva appena in tempo per salvarla, stordendo T-Bag ma risparmiandolo, per poi fuggire. Sucre viene avvicinato dal vecchio amico C-Note che, dopo avergli raccontato le difficoltà di vivere nel programma di protezione testimoni, gli chiede di essere condotto da Michael e Lincoln per poter finalmente sistemare le cose; Inizialmente titubante, l'uomo accetta quando C-Note lo conduce da un uomo chiamato Paul di cui i fratelli dovrebbero aver già fatto conoscenza. Alex, dopo aver comprato una valigetta identica a quella in cui è custodita Scylla ed averla scambiata con quella di Michael, si reca da Christina per effettuare lo scambio; In realtà lui e Michael erano d'accordo ed il ragazzo aveva inserito una bomba nel corpo di Scylla, avendo prima avuto cura di estrarne i circuiti vitali ed ancora in suo possesso. Don Self, dopo aver cercato di collaborare con gli agenti governativi, cade vittima di Donwey che, fingendosi un dottore dell'ospedale, gli inietta una sostanza nella flebo. Mentre il Generale scopre che la valigetta è vuota, Christina scopre invece che la Scylla consegnatagli da Alex è completamente inutile. Alex, rinchiuso con Lincoln, aiuta questi a rialzarsi e prepararsi a fuggire mentre il timer della bomba, nella stanza accanto, segna meno di 30 secondi.
- Altri interpreti: Leon Russom (Generale Jonathan Krantz) e Kathleen Quinlan (Christina Rose Scofield)
- Collegamenti esterni:
  - (EN) Trama ufficiale su Fox.com, su fox.com. URL consultato il 21 maggio 2009 (archiviato dall'url originale il 19 maggio 2009).
  - (EN) Sul filo del rasoio, su IMDb, IMDb.com.

## La scelta finale
- Titolo originale: Killing Your Number
- Diretto da: Kevin Hooks
- Scritto da: Matt Olmstead, Nicholas Wootton

Mahone, Sara, Sucre, Lincoln e Michael Jr. davanti alla tomba di Michael, nella scena finale della serie

### Trama
Alex e Lincoln aspettano l'esplosione che tarda ad arrivare; Michael comunica quindi che, a causa di un possibile blocco, dovrà attivare l'innesco manualmente. T-Bag, dopo il fallimento procurato al Generale, sta per essere ucciso da quest'ultimo ma riesce fortunosamente a mettersi in contatto con Sucre, procurandosi così un'ulteriore pista da seguire. Alex riesce ad attivare manualmente la bomba che travolge Christina, protettasi tempestivamente con il corpo di Downey e, dopo aver aiutato Lincoln e scappare, i due vengono raggiunti da Michael e gli altri che li traggono in salvo. Tutto il gruppo, incluso Alex, è deciso a distruggere Scylla per chiudere definitivamente la faccenda ma prima devono occuparsi delle condizioni critiche di Lincoln. T-Bag si incontra con Sucre ma viene banalmente catturato da questi e C-Note. Michael riceve una chiamata dall'uomo misterioso di nome Paul, che altri non è che l'ex agente della Compagnia Paul Kellerman ancora in vita, da cui riceve la proposta di consegnargli Scylla per ottenere la totale libertà di tutte le persone coinvolte. Don Self non è morto ma ha perso gran parte delle facoltà motorie rimanendo pressoché un vegetale e viene ancora interrogato dagli agenti governativi, a cui non riferisce però nulla. Alex e Sara si addentrano nell'ospedale, mentre Michael e Lincoln rimangono fuori, per rubare delle medicazioni per salvare il ferito; Alex, cercando di salvare Sara viene arrestato dagli agenti governativi a guardia di Don Self e trasferito in centrale. Aspettata Sara uscita dall'ospedale, il gruppo viene però catturato dagli agenti della Compagnia e condotto dal Generale che, per farsi consegnare Scylla, ha degli uomini pronti ad uccidere Sofia e lo dimostra facendo vedere delle immagini in diretta; Il gruppo viene salvato da Sucre e C-Note, che avevano ricevuto la posizione dell'appartamento torturando T-Bag, che convincono inoltre Michael a non uccidere il Generale ma a legarlo semplicemente ed andarsene. Michael decide di consegnare Scylla a Kellerman ma Christina, ancora in vita, irrompe nel magazzino in cui il gruppo è nascosto e ruba il prezioso oggetto; Michael la ferma in tempo ma, mentre è cosciente di realizzare il suo primo omicidio volontario, la pistola si inceppa e la donna decide di vendicarsi del figlio. Sara spara alla madre del compagno alle spalle uccidendola, ma questa lascia inavvertitamente partire un proiettile che colpisce il figlio alla spalla. Alex viene interrogato dagli agenti governativi a cui decidere di rivelare, senza essere creduto, quello che avrebbe voluto dire al procuratore prima di essere incastrato da Mark. Durante la fuga, Sucre viene arrestato dalla polizia ed interrogato dagli stessi agenti di Alex, a cui rivela le stesse informazioni dell'ex agente dell'FBI, non venendo a sua volta creduto. Michael si incontra con Kellerman ed un emissario delle Nazioni Unite; Il ragazzo, non convinto, consegna ai due Scylla come aveva fatto con Don Self, ovvero incompleta, suscitando rabbia ed impazienza nell'emissario. Kellerman fa ragionare Michael che gli consegna dunque anche la parte mancante e riceve la bella notizia che ormai tutto è finito e nel giro di poche ore potranno riavere le loro vite. Michael, Sara, Lincoln, Sucre, C-Note ed Alex si incontrano con Kellerman e firmano gli agognati documenti per il rilascio e la libertà; L'uomo rassicura i presenti che i loro cari sono al sicuro e li lascia liberi di decidere cosa fare con T-Bag che, ovviamente, può tornarsene in prigione (dopo avergli beffardamente concesso di tornarci con una gomma da masticare). Il Generale viene arrestato dall'FBI proprio prima di riuscire a scappare. Michael e Sara festeggiano finalmente sulla spiaggia e progettano la loro vita da genitori ma all'uomo inizia nuovamente a scendere del sangue dal naso.
Sono passati quattro anni e le normali vite degli "Otto di Fox River" e del resto del gruppo procedono tranquille. Alex si è fidanzato con Felicia Lang, sua ex collega dell'FBI, ma rimane in contatto con l'ex moglie Pam. Lincoln e Sofia, ormai fidanzati, hanno aperto un negozio di articoli sportivi sulla spiaggia e discutono del percorso universitario di LJ. Sucre vive sereno con Maricruz e la bambina. Don Self viene accudito in un ricovero specializzato. C-Note ha una bella villetta ed un lavoro onesto, senza più sorveglianza continua. Kellerman è diventato deputato degli Stati Uniti d'America e punta alla Casa Bianca; L'uomo viene però avvicinato dalla vedova di Danny Hale, suo ex compagno ucciso proprio da lui, che gli dimostra la sua disapprovazione. Il Generale passa, agonizzante, i suoi ultimi momenti sulla sedia elettrica. T-Bag è tornato a comandare a Fox River dove scopre inoltre che la Gate ha, beffardamente, utilizzato una frase di un suo discorso come slogan della compagnia. Sara ha avuto il bambino che ha chiamato Michael, in memoria del padre e proprio come ha fatto Lincoln. Sara, Michael Jr, Lincoln, Alex e Sucre si incontrano per commemorare Michael sulla sua tomba sulla spiaggia, spentosi il 4 novembre 2005 a 30 anni. Come epitaffio sono riportate le voci "Marito, Padre, Fratello, Zio, Amico - Sii il cambiamento che vuoi vedere nel mondo"

## The Final Break
- Titolo originale: Prison Break: The Final Break - The Old Ball and Chain and Free
- Diretto da: Brad Turner (prima parte) e da Kevin Hooks (seconda parte)

### La vecchia palla al piede
Michael e Sara, accompagnati da Lincoln e Sucre, si sposano in riva al mare. Non passa molto tempo che proprio durante i festeggiamenti arriva la polizia che arresta Sara per l'omicidio di Christina. Dopo Lincoln a Fox River e Michael a Sona, anche Sara finisce dietro le sbarre. Qui incontra Gretchen, ripresasi dalla sparatoria che l'aveva messa in fin di vita e quindi in condizione di essere arrestata. A capo dell'ala femminile c'è una detenuta molto temuta che si fa chiamare Daddy ed è conosciuta per aver creato una "famiglia" all'interno del carcere. Nell'altra ala, quella maschile, il Generale e T-Bag risiedono fianco a fianco in modo del tutto pacifico; Il primo, dopo essere venuto a conoscenza dell'arresto di Sara, fa mettere una taglia sulla donna e T-Bag vorrebbe entrare nell'operazione. A difesa di Sara, Kellerman invia un avvocato di sua fiducia, ma le prove contro la donna sono inattaccabili. Sara viene riconosciuta da alcune guardie che, per vendicarsi degli agenti del Fox River, la picchiano. La direttrice del carcere, vista la fama di Michael, tiene Sara come osservata speciale e monitora ogni sua mossa. Michael, Lincoln e Sucre si mettono al lavoro per cercare di far evadere Sara ed invia i due compagni a perlustrare i confini del carcere. Ad aiutarli arriva anche Alex, dopo un colloquio all'FBI, con Richard Sullins e Felicia Lang. Nel frattempo, l'agente Wheatley viene nominato per seguire tutta la vicenda ed Alex è di nuovo messo in mezzo dovendo scegliere se aiutare Michael o tradirlo per riavere in cambio il suo vecchio lavoro. Dopo qualche perplessità Alex sembra scegliere la seconda opzione, informando di volta in volta l'agente Wheatley su tutte le mosse ed i piani di Michael. Sara, dopo essere scampata ad un tentativo di avvelenamento di Gretchen ed aver scoperto che non potrà tenere il bambino una volta partorito, decide di entrare nella famiglia di Daddy; Il costo per la protezione è una marchiatura a fuoco di un simbolo sulla spalla. Michael trova un punto cieco nella recinzione in cui le telecamere non riescono ad arrivare e comunica, tramite un messaggio in codice, a Sara quando è prevista l'evasione. Michael riesce ad ottenere una visita sorvegliata con Sara ed, una volta uscito dalla struttura, trova una troupe di agenti intenti a sistemare la telecamera di loro interesse; L'agente Wheatley li aveva avvertiti sul punto cieco in quanto, con l'aiuto di Mahone infatti si era infiltrato nell'appartamento di Michael, ed aveva rovistato tra le foto e le piantine del carcere recuperate, intuendo così il piano del ragazzo. Daddy viene portata in isolamento quando le guardie scoprono della droga nella sua cella. In realtà la droga è stata messa da Gretchen che, venuta a conoscenza del piano di Michael di far evadere Sara, vuole unirsi alla donna durante la fuga. Dopo che il piano è andato in fumo, Michael decide di chiedere aiuto al vecchio amico T-Bag, ma Lincoln nota che il fratello ha ancora dei problemi fisici.

### Libero
T-Bag si accorda con Lincoln per fregare il Generale. Sara riceve un'ulteriore visita da Michael che le fa capire di farsi trovare nella cappella del carcere, in cui è presente un'uscita di emergenza, quella sera stessa. Michael decide di lanciarsi sul carcere con un paracadute, ma Mahone, sempre più combattuto per il proprio tradimento verso i compagni, gli suggerisce un'altra soluzione. Per aiutare Michael finge di raccontare a Wheatley il piano di evasione, permettendo a quest'ultimo di allertare la direttrice del carcere. Gretchen salva Sara da un attentato del resto della "famiglia" di Daddy, gelose delle attenzioni a lei riservate. T-Bag riesce a comunicare a Lincoln il nome dell'uomo che si occupa della gestione dei soldi del Generale, accordandosi per averne una quota a patto di attivare l'allarme antincendio la sera dell'evasione; Sucre e Lincoln si recano dall'uomo, derubandolo. Il Generale scopre quindi il tradimento di T-Bag. Michael registra un video per Sara che consegna ad Alex confidandogli di fidarsi di lui. Lincoln si accorda con Sofia per avere un posto sicuro in centro America, che raggiungeranno tramite una barca. Arriva la sera ed il piano ha inizio quando l'aereo decolla e Michael si lancia verso il carcere. Wheatley, pronto ad accoglierlo con le adeguate contromisure, spara all'uomo ancora prima che questi tocchi terra ma, avvicinatosi per arrestarlo, scopre che si tratta solo di un manichino; Michael è infatti entrato nel carcere dopo essersi nascosto sotto l'auto di Wheatley. Sara e Gretchen, dopo aver dato il via ad una rissa nella mensa, riescono a scappare e raggiungere la cappella, ma qui Gretchen viene catturata mentre Sara riesce ad introdursi nel fabbricato ed incontrarsi con Michael. Sucre non fa in tempo a versare i soldi sul conto di T-Bag. Quest'ultimo, accortosi del mancato pagamento, decide di riferire il piano di Michael alla direttrice ed a Wheatley. Sicuro del tradimento di T-Bag, Michael ha studiato il piano di fuga agendo di conseguenza. Ad una porta dalla libertà, Michael rivela a Sara di doversi sacrificare per far sì che lei e il loro figlio, che porta in grembo, possano scappare; Michael mette fisicamente il corpo nel circuito di un quadro elettrico creando una grande esplosione che permette a Sara di aprire la porta conducendola da Lincoln, Sucre ed Alex fuori dal carcere. L'unico ad essere informato delle intenzioni di Michael era Alex che, dopo il momentaneo sconvolgimento del gruppo, li convince ad allontanarsi. L'uomo consegna inoltre a Sara il DVD e la lettera ricevuti da Michael, al cui interno sono contenuti gli esiti delle analisi del marito che rivelano come il tumore al cervello non fosse scomparso e quindi non gli restava molto tempo da vivere. T-Bag, accusato di complicità nella fuga, viene portato in isolamento. Sara riceve da Sucre i soldi rubati al Generale, poi, dopo i saluti di Alex e Sucre, Lincoln e Sara partono alla volta della libertà a bordo della barca. Qui i due guardano il DVD di addio di Michael che racconta tutto il suo affetto per loro, la tristezza per non poter essere più lì insieme al fratello, al figlio e alla moglie, ma allo stesso tempo di non avere rimpianti sulla scelta appena compiuta e di essere profondamente felice nel sapere della libertà per le persone che ama ("noi siamo liberi").